# Basilika Unbeflecktes Herz Mariä (Antofagasta)

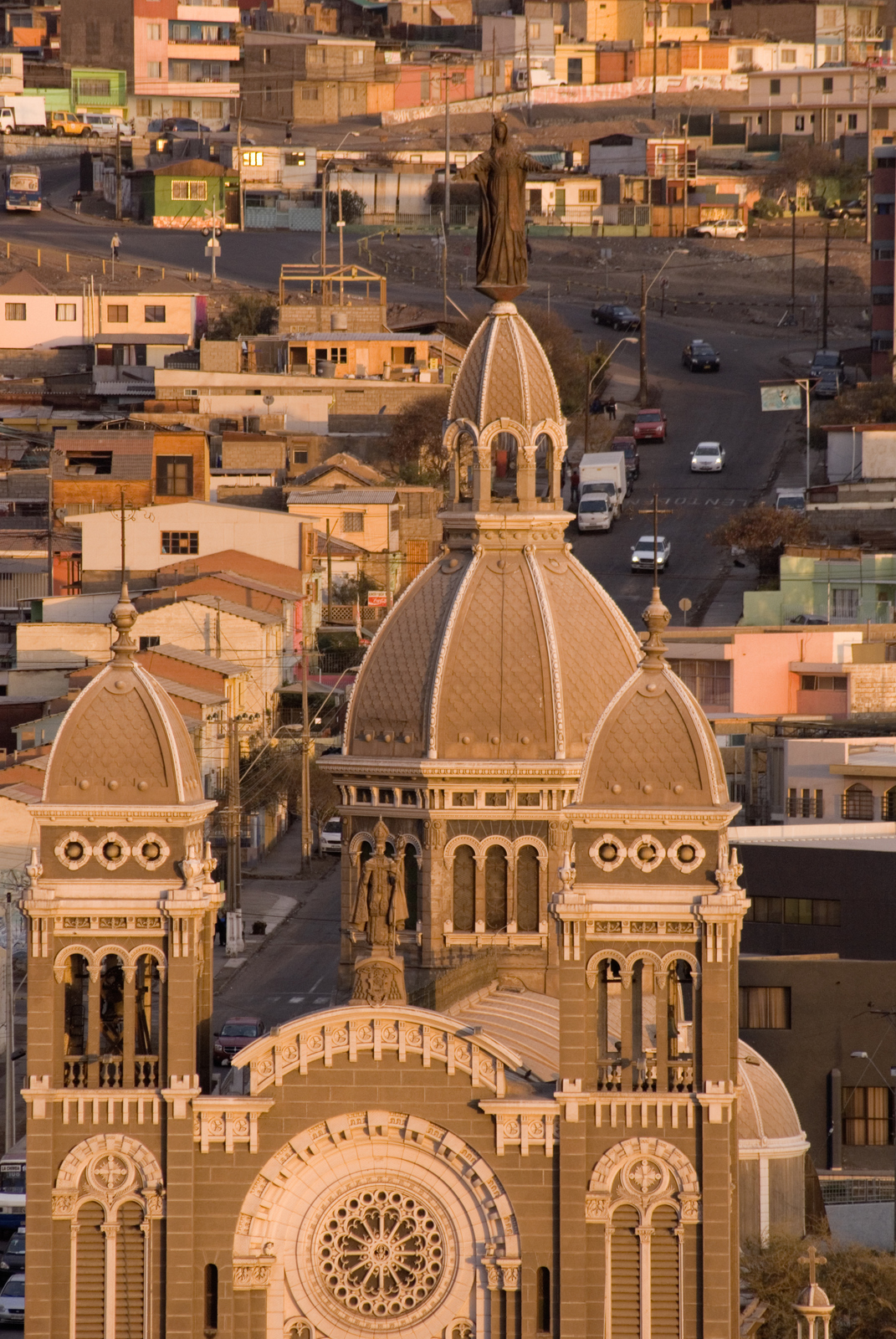
Basilika Unbeflecktes Herz Mariä

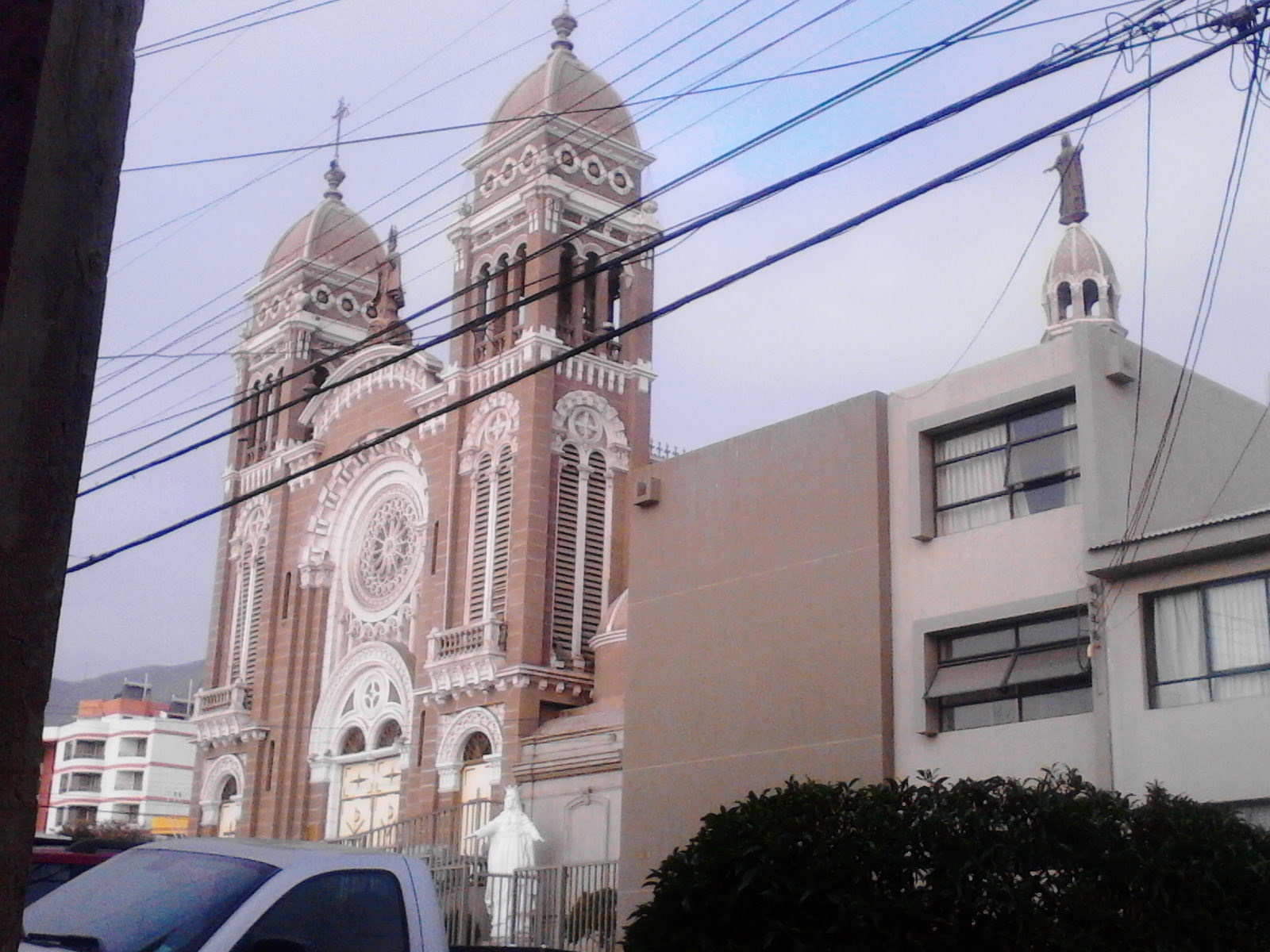
Fassade der Basilika

Die Basilika Unbeflecktes Herz Mariä (spanisch Basílica del Corazón de María) ist eine römisch-katholische Kirche in der Provinzhauptstadt Antofagasta in Chile. Die zum Erzbistum Antofagasta gehörende Kirche mit dem Patrozinium des Unbefleckten Herzens Mariä trägt den Titel einer Basilica minor.

## Geschichte
Mitglieder des Ordens der Claretiner kamen 1903 nach Antofagasta. Sie errichteten die hölzerne Kapelle der Unbefleckten Empfängnis, die 1912 zusammen mit dem Pfarrhaus einem Feuer zum Opfer fiel. Es konnten nur einige Sakralgegenstände und das geschnitzte Bild des Herzens Mariens gerettet werden.
Der Bau der neuen Kirche begann 1913 und konnte am 8. Dezember 1928, dem Tag der Unbefleckten Empfängnis, geweiht werden. Nach dem Erdbeben von 1995 musste die beschädigte Marienstatue der Kuppel durch eine Kopie aus leichteren Materialien ersetzt werden. Im Jahr 1999 verlieh Papst Johannes Paul II. der Kirche der Pfarrei Unbefleckte Empfängnis unter dem Namen Kirche des Herzens Mariä den Titel einer Basilica minor.

## Bauwerk
Die dreischiffige Basilika mit einer Länge vom 55 Metern hat eine Zweiturmfassade, deren Glockentürme eine Höhe von 35 Metern erreichen und ein großes Rosettenfenster einrahmen. Die Stilmischung der Kirche verbindet den neobyzantinischen und neugotischen Charakter mit einer großen achteckigen Kuppel über dem Chor, auf deren Laterne die 3,5 Meter große Statue der Jungfrau Maria in einer Höhe von 55 Metern steht. Der Obergaden ist von einem Kreuzrippengewölbe überdacht.